# Rossella Vodret
Rossella Vodret est une historienne de l'art italienne, née en 1950.

## Biographie
Après des études menées à Rome puis complétées à l'étranger, Rossella Vodret mène une carrière essentiellement en Italie, qui la voit diriger diverses institutions muséales ainsi que des expositions d'art. Elle est l'autrice de nombreux ouvrages et publications, consacrées surtout à la peinture romaine du XVIIe siècle, avec une spécialisation autour de Caravage et des caravagesques.